# Памет
Тази статия е за човешката памет. За електронното устройство вижте Компютърна памет
Памет и обучението са най-съществените черти на висши животни, достигащи съвършена форма при човека. Възприемането, съхранението и обработването на информацията е важно свойство на нервната система за адаптация и за поведението на живите организми към условията на околната среда.
Под памет се разбира способността на мозъка да задържа за кратко или за продължително време следите, образуващи се в резултат на възприемането на предметите и явленията на околната среда след прекратяване на тяхното действие. В нашата памет се задържа незначителна част от възприеманата информация, като забравяме голяма част от натрупаната информация.
Паметта се изгражда от три основни процеса – запомняне, съхраняване и възпроизвеждане на постъпващата информация. Има два вида памет кратковременна и дълговременна, и няколко типа – емоционална (запомняне на преживени чувства), двигателна, образна и словесно-логична. Приема се, че гръбначните животни от рибите до човека притежават всички видове и типове памет [жабата има словесно-логична памет?!]. При животните без нервна система, паметта се изразява в елементарна реакция на привикване при дразнене, в адаптация към повторно действие на биологично индиферентни дразнители.

## Видове памет
Видовете памет могат да се класифицират по следния начин:
1. Сетивна памет. В началния етап на запаметяването, който има съвсем кратка продължителност – от порядъка на няколкостотин милисекунди, се запазват чисто сетивните следи на предметите. След по-малко от секунда те се заместват от нови сигнали, но все пак за този кратък интервал могат да се извлекат някои характерни признаци, например отличителните черти на едно или друго човешко лице. В зависимост от сетивото тази памет се дели на зрителна, слухова и активно-сетивна.
2. Първична памет. Тя е краткотрайна: пази факти, числа, думи, образи, цветове и др. за време от няколко секунди до няколко минути. Спомените от първичната памет се възпроизвеждат много лесно, но също така лесно се заместват от нова информация.
3. Вторична памет. Тя е дълготрайна: сведенията, натрупани в нея, могат да бъдат възпроизведени след много време, например години. Възпроизвеждането може да отнеме няколко минути. Това продължително време е нужно за последователна активация на различни дялове от мозъка с цел подреждане на спомените във времето и пространството. За закрепване на спомените в дълготрайната памет е много съществено периодичното им възпроизвеждане. Дълготрайната памет за двигателни навици е много устойчива: те лесно се възпроизвеждат даже след продължително време, през което не са били практикувани.

## Теория за реверберацията
Морфологични данни доказват наличието на затворени вериги от неврони, в които вериги нервните импулси могат да циркулират дълго. Това наблюдение е залегнало в основата на теорията за реверберацията. Според нея субстратът, който фиксира постъпващата информация, е невронната примка, образувана от много невронни вериги, в които възбуждането на един неврон води до възбуждането на другия, след което по колатералите или аксоните на междинните неврони възбуждането достига отново до първата клетка. По такъв начин възбуждането циркулира продължително. Ако към неврона постъпи повторно дразнене, подобно на образуваната реверберационна верига, то следите се фиксират в памет. Ако липсва повторно дразнене, реверберацията се прекъсва. Изследванията са показвали наличието на сложни невронни вериги между кората и таламуса, в които възбуждането може да циркулира дълго време и динамичните следи на паметта се превръщат в постоянни. Осъществява се консолидация, т.е. стабилизиране на следите в нервните клетки и превръщането на тези следи в дълговременна памет.
След откриване на механизмите за кодиране на генетичната информация в ДНК са проведени много изследвания за изясняването ролята на РНК при паметта. Установено е, че при активиране на процесите в неврона се увеличава обмяната на белтъчини. Смята се, че за запомнянето и припомнянето е необходима специфична белтъчина. Участието на генетичния апарат в явленията на дълготрайната памет може да се изрази в неговата насоченост и строго регулиране на ензимните системи и на пластичния материал. Обучението на животните и придобиване на навици са свързани с усилен синтез на РНК. Опитите показват, че при обучаването на мишки се увеличава синтезът на S-100-холинрецептивна белтъчина в хипокампуса, както и синтезът на гликопротеина астроцитин в глиалните клетки. При обучаване на мишки да бягат от тъмно помещение се повишава синтезът на полипептида скотофобин. Неговото въвеждане в контролни мишки предизвиква също бягство от тъмни помещения. При въздействие върху мишки с електрически звънец се отделя и амелитин. От мозъка на златните рибки е извлечен активният полипептид хромодиапсин.
Липсват данни от опити с други животни и не са установени макромолекули, които да играят роля на преносители на други поведенчески навици. Приема се, че консолидацията на информацията е многоетапен процес, в който участват различни структури на централната нервна система – лимбичната система, таламусните структури, ретикуларната формация и др., под ръководната роля на хипокампуса.

## Подобряване на паметта
Основен метод за подобряване на паметта при човека е четенето. Освен това физическите упражнения подпомагат кръвоснабдяването на мозъка, което също е от значение. Придобиването на нови знания, в това число научаването на нови езици, помага за развитието на мозъка изобщо и на паметта в частност.
Подобряването на паметта става и с чести умствени тренировки – решаване на различни задачи и въобще извършване на умствена работа от различно естество.
Повишеното ниво на кръвна захар също оказва положително влияние на паметта.